# Olympische Sommerspiele 1948/Fußball – Halbfinale
Spiele des Halbfinals des olympischen Fußballturniers 1948.
Die Gewinner qualifizierten sich für das Finale, die Verlierer spielten um die Bronzemedaille.

## Dänemark – Schweden 2:4 (1:4)
| Dänemark                                                 | Dänemark | Schweden | Schweden |
| -------------------------------------------------------- | --- | --- | -------- |
| Dänemark                                                 | \| 10. August 1948 um 18:30 Uhr in London (Wembley-Stadion) \| \| Zuschauer: 20.000 \| \| Schiedsrichter: Stanley Boardman ( Großbritannien) \|                                                                                          | \| 10. August 1948 um 18:30 Uhr in London (Wembley-Stadion) \| \| Zuschauer: 20.000 \| \| Schiedsrichter: Stanley Boardman ( Großbritannien) \|                                                     | Schweden |
| Dänemark                                                 | Eigil Nielsen – Hans Viggo Jensen, Knud Børge Overgaard – Axel Pilmark, Dion Ørnvold, Tage Ivan Jensen – Johannes Pløger, Karl Aage Hansen, Holger Seebach, John Hansen, Karl Aage Præst Cheftrainer: Robert Mountford ( Großbritannien) | Torsten Lindberg – Börje Leander, Erik Nilsson – Birger Rosengren, Bertil Nordahl, Sune Andersson – Kjell Rosén, Gunnar Gren, Gunnar Nordahl, Henry Carlsson, Nils Liedholm Cheftrainer: Putte Kock | Schweden |
| Dänemark                                                 | 1:0 Seebach (3.) 2:4 J. Hansen (77.) | 1:1 Carlsson (18.) 1:2 Rosén (31.) 1:3 Rosén (37.) 1:4 Carlsson (42.) | Schweden |
| 10. August 1948 um 18:30 Uhr in London (Wembley-Stadion) | | |          |
| Zuschauer: 20.000                                        | | |          |
| Schiedsrichter: Stanley Boardman ( Großbritannien)       | | |          |

## Großbritannien – Jugoslawien 1:3 (1:2)
| Großbritannien                                           | Großbritannien | Jugoslawien | Jugoslawien |
| -------------------------------------------------------- | --- | --- | ----------- |
| Großbritannien                                           | \| 11. August 1948 um 18:30 Uhr in London (Wembley-Stadion) \| \| Zuschauer: 40.000 \| \| Schiedsrichter: Karel van der Meer ( Niederlande) \|                                          | \| 11. August 1948 um 18:30 Uhr in London (Wembley-Stadion) \| \| Zuschauer: 40.000 \| \| Schiedsrichter: Karel van der Meer ( Niederlande) \|                                                                                         | Jugoslawien |
| Großbritannien                                           | Kevin McAlinden – Jack Neale, Jimmy McColl – Douglas McBain, Eric Lee, Eric Fright – Frank Donovan, Bob Hardisty, Harry McIlvenny, Denis Kelleher, Peter Kippax Cheftrainer: Matt Busby | Franjo Šoštarić – Miroslav Brozović, Branko Stanković – Zlatko Čajkovski, Miodrag Jovanović, Aleksandar Atanacković – Prvoslav Mihajlović, Rajko Mitić, Franjo Wölfl, Stjepan Bobek, Željko Čajkovski Cheftrainer: Milorad Arsenijević | Jugoslawien |
| Großbritannien                                           | 1:1 Donovan (20.) | 0:1 Bobek (19.) 1:2 Wölfl (24.) 1:3 Mitić (48.) | Jugoslawien |
| 11. August 1948 um 18:30 Uhr in London (Wembley-Stadion) | | |             |
| Zuschauer: 40.000                                        | | |             |
| Schiedsrichter: Karel van der Meer ( Niederlande)        | | |             |